# Isabel de Aragão, Duquesa de Milão
Isabella de Aragão (em italiano: Isabella d'Aragona; Nápoles, 2 de outubro de 1470 – Bari, 11 de fevereiro de 1524) foi uma princesa napolitana e duquesa consorte de Milão entre 1489 e 1494. Foi também duquesa de Bari e de Rossano entre 1500 e sua morte em 1524.
Isabella de Aragão nasceu em 2 de outubro de 1470, no então Reino de Nápoles. Era a segunda filha (e única mulher) do futuro rei Afonso II de Nápoles e de sua esposa, Hipólita Maria Sforza. Por nascimento, pertencia ao ramo napolitano da poderosa Casa de Trastâmara, dinastia que também governava os reinos de Castela e de Aragão. Teve uma educação excepcional, seu tutor foi o poeta humanista, Giovanni Pontano. Graças a isto, adquiriu interesse por poesia e música, e nas horas vagas, escrevia poemas. Durante sua infância, seus pais tiveram um relacionamento conturbado, que era caracterizado por rivalidade e desprezo. Afonso, talvez ameaçado pelo alto nível de educação de Hipólita, ou desdenhoso de sua linhagem, tratou sua esposa com falta de respeito durante todo o casamento. Afonso preferia a companhia de sua amante, Trogia Gazzela, com quem teve dois filhos ilegítimos durante a infância de Isabella. Seu avô, o rei Fernando I de Nápoles, era um governante que não se continha quando se tratava de lidar com seus inimigos. Ser criada nesta corte implacável em Nápoles moldou quem Isabella era.
Em meados de 1471, quando tinha um ano de idade, seus pais idealizaram de casar Isabella com o herdeiro do Ducado de Milão, João Galeácio Sforza. O contrato de Casamento foi assinado em 26 de setembro de 1472, como Isabella e João eram Primos de 1° grau, pois sua mãe e o pai de João eram irmãos, precisavam de uma dispensa papal para realizar o Casamento, que foi concedida pelo Papa Sisto IV. O Casamento havia sido marcado para 1488, mas em 19 de agosto de 1488, a Mãe de Isabella, Hipólita Maria Sforza, acabou vindo a falecer inesperadamente. O casamento não foi adiado, mesmo com o Luto. O Casamento por procuração foi finalmente realizado em 23 de Dezembro de 1488, em Nápoles. Após isto, no dia 26 de Dezembro, Isabel e sua Comitiva seguiram até Milão. Em 24 de Janeiro de 1489, Isabella e João se conheceram na cidade de Tortona. E o casamento por fim se realizou em 2 de Fevereiro de 1489, na Catedral de Milão.
Apesar de serem Duque e Duquesa de Milão, João assumiu o Trono apenas em 1476, até então não governavam de fato. Quem governava no lugar de João era seu tio, Ludovico Sforza, que atuava como Regente de Milão. Logo após o Casamento, Isabella e João foram forçados por Ludovico a se mudar para a cidade de Pavia. Inicialmente, o casamento não foi feliz, pois ao que alguns historiadores indicam, João era possivelmente Homossexual, ele se negou a consumar a União inicialmente. Mas após 1 Ano de Casados, consumaram o casamento em abril de 1490. Isabella engravidou em maio do mesmo ano. E deu a luz ao seu primogênito em 30 de janeiro de 1491, batizado como Francisco Maria Sforza. Seu nome foi escolhido para homenagear o Avô de João, o falecido Duque de Milão, Francisco I Sforza. Em 26 de janeiro de 1493, deu a luz a sua segunda filha, batizada de Hipólita Maria Sforza, em homenagem a sua falecida mãe. Em 2 de fevereiro de 1494, deu a luz a sua terceira filha, a futura Rainha da Polônia, Bona Sforza. Engravidou pela quarta vez logo após o nascimento de sua terceira filha. Seu marido, João Galeácio Sforza, acabou falecendo inesperadamente em 21 de outubro de 1494, aos 25 Anos de idade. Especula-se que a causa de sua morte seja um envenenamento realizado por Ludovico Sforza, que almejava assumir o poder em Milão formalmente e deixar de ser um apenas um Regente. O que ocorreu no dia seguinte, em 22 de outubro de 1494, L. Sforza assumiu o Trono, usurpando o Trono do Filho de Isabella, Francisco Maria, que era o Sucessor natural de seu Pai. Posteriormente deu a luz a sua quarta e última filha em fevereiro de 1495, que foi batizada de Bianca Maria Sforza. A mesma veio a falecer inesperadamente em 1496, com apenas um1 ano de idade.
Em meados de 1494, o Avô de Isabella, Fernando I de Nápoles, morreu. Este acontecimento deu início a uma série de Guerras na Itália, que ficaram conhecidas como: Guerras Italianas. Em meados de 1499, o Reino da França invadiu o Ducado de Milão e expulsou Ludovico do Poder. Qualquer satisfação que Isabella pudesse sentir por ver Ludovico ser deposto do poder foi perdida, pois o Rei da França, Luís XII, sequestrou seu filho, Francisco Maria, e o levou para a França como Prisioneiro. Ela nunca mais viu seu Filho, que viria posteriormente a falecer em meados de 1512.
Após perder seu único filho homem, Isabella decidiu ir embora de Milão com suas duas Filhas, Bona e Hipólita. Ela então viajou para Roma em Fevereiro de 1500, lá foi abrigada pelo seu meio-irmão ilegítimo, Afonso de Aragão, que era Casado com Lucrécia Bórgia, que por sua vez, era Filha do Papa Alexandre VI. Posteriormente, ela se dirigiu para Nápoles, lá foi abrigada por seu Tio, o Rei Frederico de Nápoles. 
A derrota final de Ludovico na Batalha de Novara em 8 de abril de 1500 melhorou a situação financeira de Isabella. Já que o rei Frederico de Nápoles ordenou que os vassalos Sforza pagassem tributo à sua sobrinha, a Duquesa viúva. A derrota de seu Tio para a França e Aragão em meados de Agosto de 1501, forçou-a a se refugiar com suas duas filhas na ilha de Ísquia. Lá, ainda em 1501, a sua filha mais velha, Hipólita, morreu aos 8 Anos de idade, por causas desconhecidas.
Após negociações com os representantes de Aragão,  a duquesa viúva de Milão obteve os títulos de suo jure duquesa de Bari , princesa de Rossano e senhora de Ostuni, que Luís XII de França havia negado a seu filho anteriormente. A tomada formal das posses ocorreu em abril de 1502. Isabella e sua então única Filha, Bona, passaram a residir em Bari, no Castelo Normanno-Svevo. Sob administração de Isabella, os Ducados de Bari, Rossano e Ostuni prosperaram, desfrutando de uma excelente administração. Suas posses passaram também a ser centros do Renascimento na Itália, com Isabella financiando artistas visuais e músicos em sua corte. Ela também tratou de melhorar a Educação, aumentando os salários dos professores em seus domínios e até os isentando de impostos. Isabella viveu em melhores condições em Bari junto com sua Filha, Bona. Que teve uma excelente Educação graças a sua Mãe. Em 1518, Bona se Casou com o Rei da Polônia Sigismundo I, o velho. Isabella nunca mais a viu.
Isabella de Aragão faleceu em 11 de fevereiro de 1524, aos 53 anos de idade, falecendo de uma doença não confirmada. Historiadores alegam que a causa mais provável teria sido a Sífilis, que pode ter sido contraída de um de seus amantes. Uma hipótese é a de que ela teria usado mercúrio para tratar a doença, e faleceu por conta de intoxicação. Ela foi enterrada inicialmente em Bari, no seu ducado. Mas seus restos mortais foram posteriormente transferidos para Nápoles, na Igreja de São Domingos Maior, aonde repousa até hoje.